# HŠK Posušje
HŠK Posušje – nieistniejący klub piłkarski z Bośni i Hercegowiny, z siedzibą w Posušje.
Klub został założony w 1950 jako NK Zidar, w 1963 przemianowany na NK Boksit, od 1990 nosi nazwę – NK Posušje.
Kibice NK Posušje zwani są Poskoci lub Torcida.